# Teun Bijleveld
Teun Bijleveld (Amstelveen, 27 mei 1998) is een Nederlands voetballer die als middenvelder speelt voor Almere City.

## Carrière
Bijleveld speelde in de jeugd van SV Ouderkerk en AZ, waar hij met Jong AZ in het seizoen 2016/17 de Tweede divisie won. In 2017 vertrok hij naar Jong Ajax, waar hij in het betaald voetbal debuteerde. Dit was op 18 augustus 2017, in de met 1-2 gewonnen uitwedstrijd tegen SC Cambuur. Hij werd in de 72e minuut vervangen door Azor Matusiwa.
Op 21 juni 2019 werd bekend dat Bijleveld Ajax verliet voor Heracles Almelo. Hij tekende in Almelo een contract tot medio 2021. Hij debuteerde voor Heracles in de Eredivisie op 4 augustus 2019, in de met 0-4 verloren thuiswedstrijd tegen sc Heerenveen. In het seizoen 2020/21 werd hij aan het begin van het seizoen vaste basisspeler, maar na een half jaar raakte hij deze kwijt. Nadat zijn contract niet verlengd werd, vertrok hij in 2021 transfervrij naar FC Emmen. Bij Emmen werd hij, mede door blessures, geen vaste waarde. Nadat Emmen in 2022 promoveerde, werd zijn contract ontbonden zodat hij naar Roda JC kon vertrekken.
Op 17 juli 2024 tekende Bijleveld een contract voor twee jaar bij US Triestina, spelend in de Italiaanse Serie C. Een jaar later haalde Almere City, dat net was gedegradeerd uit de Eredivisie, hem terug naar Nederland.

## Clubstatistieken
| Seizoen                     | Club             | Competitie     | Competitie | Competitie | Beker | Beker | Totaal | Totaal |
| Seizoen                     | Club             | Competitie     | Wed.       | Dlp.       | Wed.  | Dlp.  | Wed.   | Dlp.   |
| --------------------------- | ---------------- | -------------- | ---------- | ---------- | ----- | ----- | ------ | ------ |
| 2017/18                     | Jong Ajax        | Eerste divisie | 29         | 2          | –     | –     | 29     | 2      |
| 2018/19                     | Jong Ajax        | Eerste divisie | 26         | 2          | –     | –     | 26     | 2      |
| 2019/20                     | Heracles Almelo  | Eredivisie     | 15         | 0          | 2     | 0     | 17     | 0      |
| 2020/21                     | Heracles Almelo  | Eredivisie     | 20         | 0          | 2     | 0     | 22     | 0      |
| 2021/22                     | FC Emmen         | Eerste divisie | 12         | 0          | 1     | 0     | 13     | 0      |
| 2022/23                     | Roda JC Kerkrade | Eerste divisie | 27         | 1          | –     | –     | 27     | 1      |
| 2023/24                     | Roda JC Kerkrade | Eerste divisie | 28         | 1          | –     | –     | 28     | 1      |
| 2024/25                     | US Triestina     | Serie C        | 17         | 1          | 1     | 0     | 18     | 1      |
| Carrièretotaal              | Carrièretotaal   | Carrièretotaal | 174        | 7          | 6     | 0     | 180    | 7      |
| Bijgewerkt t/m 1 juli 2025. |                  |                |            |            |       |       |        |        |